# Meddle
Meddle은 영국 밴드 핑크 플로이드가 1971년 발매한 앨범이다. 영국 앨범 차트 3위, 빌보드 앨범 차트 70위를 기록했다.

## 녹음
Meddle 앨범은 애비 로드 스튜디오에서 녹음되었다. 밴드는 Ummagumma 때처럼 다른 밴드와 전혀 다른 시도를 하고자 했지만, Ummagumma와는 달리 밴드 구성원들이 협력하는 방식을 취했다.
당시 애비 로드 스튜디오에서는 8트랙 녹음기밖에 없었기 때문에, 일부 부분은 16트랙 녹음기가 있는 다른 스튜디오(AIR 스튜디오 등)에서 녹음했다. "Echoes"의 첫부분이 대표적이다. 또한 1971년에는 앨범의 쿼드로포닉 버전을 준비했지만, 발매된 적은 없다(언론에 공개된 적이 있다는 설이 있다).

## 커버 디자인
원래 스톰 쏘거슨은 개코원숭이의 항문 사진을 사용하려 했다. 그러자 일본에서 투어중이던 밴드는 그에게 국제전화를 걸어 "물에 잠긴 귀"가 좋을 것이라고 제안했고, 결국 최종적으로 그렇게 되었다.(미국과 캐나다 발매반은 영국반과 색이 일부 다르다)
LP 커버 안쪽에는 멤버의 사진이 흑백으로 인쇄되어 있다. 이로써 이 앨범은 커버에 멤버 4명이 모두 등장하는 마지막 앨범이 되었다.

## 곡 목록

### A면
1. "One of These Days" (데이빗 길모어, 닉 메이슨, 로저 워터스, 릭 라이트) – 5:57
  - 목소리 : 닉 메이슨
  - 이 곡에서 닉 메이슨은 "언젠가 너를 조각조각 잘라버릴거야"("One of these days I'm going to cut you into little pieces")라고 말하는데, 이는 당시 그들에 대해 적대적인 태도를 견지하던 라디오 DJ Jimmy Young를 향한 내용이다.[4]
2. "A Pillow of Winds" (길모어, 워터스) – 5:10
  - 리드 보컬 : 데이빗 길모어
3. "Fearless" (길모어, 워터스) – 6:08
  - 리드 보컬 : 데이빗 길모어
  - 삽입곡 : "You'll Never Walk Alone"
4. "San Tropez" (워터스) – 3:43
  - 리드 보컬 : 워터스
5. "Seamus" (길모어, 워터스, 메이슨, 라이트) – 2:16
  - 리드 보컬 : 길모어, 시무스
  - 시무스는 Steve Marriott의 애견 이름이기도 하다. 하모니카 소리를 들으면 짖기 시작한다는 사실을 발견한 밴드가, 시무스를 위한 곡을 썼기 때문이다.[4] 이 곡은 폼페이 라이브에서 "Mademoiselle Nobs"라는 이름으로 다시 연주하기도 했다(이 때에는 다른 개와 함께했다).

### B면
1. "Echoes" (길모어, 워터스, 메이슨, 라이트) – 23:29
  - 리드 보컬 : 길모어, 라이트

## 발언
"Meddle은 제 최고의 음반입니다. 그러니까, 저에게는, 핑크 플로이드가 앞으로 나아갈 수 있는 방법을 제시해 준 작품이죠."
- 데이빗 길모어, 1988년 2월 오스트레일리아 라디오와의 인터뷰
"Meddle은 진정한 첫 번째 핑크 플로이드 앨범이었습니다. 템포나, 느낌과 스타일 같은 것도 우리 입맛에 딱 맞는 것이고, 우리의 정체성을 확립시켜 줬지요. 사운드는 어설프긴 하지만, 컨셉은 맘에 듭니다."
- 닉 메이슨, 1994년

## 참여
- 데이빗 길모어 : 기타, "San Tropez"를 제외한 곡에서 보컬, "One of These Days"에서 베이스, "Seamus"에서 하모니카
- 로저 워터스 : 베이스, "Fearless"에서 리듬 기타, "San Tropez"에서 보컬과 기타
- 릭 라이트 : 키보드, 피아노, 해몬드 오르간, "Echoes"에서 보컬
- 닉 메이슨 : 드럼, 타악기, "One of These Days"에서 목소리